# Veliki dinorfin
Veliki dinorfin je forma dinorfina koja se sastoji od dinorfina A i dinorfina B. On je agonist kapa opioidnog receptora.

## Literatura
1. ↑  Tan-No K; Esashi A; Nakagawasai O;  . (2002). „Intrathecally administered big dynorphin, a prodynorphin-derived peptide, produces nociceptive behavior through an N-methyl-D-aspartate receptor mechanism”. Brain Res. 952 (1): 7—14. PMID 12363399. doi:10.1016/S0006-8993(02)03180-3.
2. ↑  Guo-Xi Xie & Avram Goldstein (јул 1987). „Characterization of Big Dynorphins from Rat Brain and Spinal Cord” (PDF). The Journal of Neuroscience. 7 (7): 2049—2055.
3. ↑  Merg F; Filliol D; Usynin I;  . (2006). „Big dynorphin as a putative endogenous ligand for the kappa-opioid receptor”. J. Neurochem. 97 (1): 292—301. PMID 16515546. doi:10.1111/j.1471-4159.2006.03732.x.

## Spoljašnje veze
- Dynorphins на 